# 應援-HIGH ~夢的起跑線~
《應援-HIGH ~夢的起跑線~》（日语：応援-HIGH ~夢のスタートライン~），簡稱《應援HIGH》，是日本YX LABELS與日本電視台於2025年製作的第二個新男團選拔及生存實境節目。將在11名練習生中選出7名出道成員，組成新男團。團體最終出道名稱為aoen。

## 節目概要
《應援HIGH》是HYBE MUSIC GROUP廠牌HYBE LABELS JAPAN（現YX LABELS）以日本活動為中心的新一代J-pop男子團體的選拔節目。節目中，11名年齡在15~22歲之間為出道夢想站在起跑線上的跑步者（選拔挑戰者）將在總共8集的比賽中相互競爭和鼓勵。韓國歌手金在中將作為選秀節目的领跑员出演，節目的MC為兒嶋一哉、安村直樹。節目將於2025年2月15日起每周六播出，節目分為日本電視台節目版本與網路串流平台hulu完整版。

## 背景
2023年9月24日，公開HYBE LABELS JAPAN（現YX LABELS）旗下練習生團體「24組」，成員有KYOSUKE與在節目《&AUDITION 》遭淘汰的GAKU、HIKARU (現HAKU)；10月24日公開2名新練習生KAIJI、REO；11月24日，公開新練習生RUKA；12月24日，公開新練習生SHIN、YUJU。
2025年2月2日，宣布節目將於同年2月15日起每周六在日本電視台播出，電視台節目結束後，完整版將在日本影音串流平台hulu上架。

## 出演者
- 節目领跑员 (節律器)：金在中、本田仁美（自第4集起）
- 電視主持人：兒嶋一哉、安村直樹（日语：安村直樹）

## 參賽成員
| 藝名    | 藝名 | 藝名 | 出生日期 出生地           | 備註                            | 最終結果 |
| 英文    | 日文 | 韓文 | 出生日期 出生地           | 備註                            | 最終結果 |
| ------- | ---- | ---- | ------------------------- | ------------------------------- | -------- |
| YUJU    |      |      | 2002年12月20日 埼玉縣     |                                 | 出道     |
| SHIN    |      |      | 2003年10月15日 千葉縣     |                                 | EP.6淘汰 |
| RUKA    |      |      | 2003年11月1日 宮崎縣      |                                 | 出道     |
| GAKU    |      |      | 2004年4月25日 长野县      | 曾參加選秀&AUDITION             | 出道     |
| HAKU    |      |      | 2005年3月28日 群馬縣      | 曾參加選秀&AUDITION，舊名HIKARU | 出道     |
| HARU    |      |      | 2005年7月21日 愛知縣      |                                 | EP.6淘汰 |
| SOTA    |      |      | 2005年8月15日 東京都      |                                 | 出道     |
| KYOSUKE |      |      | 2005年9月25日 神奈川縣    |                                 | 出道     |
| KAIJI   |      |      | 2006年4月10日 北海道      |                                 | 投票淘汰 |
| REO     |      |      | 2007年7月9日 宮城縣仙台市 |                                 | 出道     |
| NARUMI  |      |      | 2009年10月22日 北海道     |                                 | 投票淘汰 |

## 分集內容

### 第一集：參賽者介紹
2025年2月15日，進行8名練習生KYOSUKE、GAKU、HAKU、KAIJI、REO、RUKA、SHIN、YUJU的個人背景介紹，並公開新的參賽練習生NARUMI，最後宣布最終出道人數為7人。

### 第二、三、四集：信號曲 (主題曲) MV任務
EP.2 (2025年2月22日)，第一個任務為信號曲 (Signal song) MV任務，公開信號曲〈FINISH LINE ~終わりと始まりの~〉後，並又新增2名參賽練習生HARU與SOTA，接著一小時後舉行信號曲中心位置爭奪戰，最終由YUJU獲得。
EP.3 (2025年3月1日)，評審根據練習生錄音後的歌唱能力分配負責演唱信號曲的部分，並分成3個等級高階部分A、B、C、D，中階部分E、F、G、H，低階部分I、J、K。高階的B部分是RUKA、C部分是SOTA、D部分是GAKU。中階的F部分是HAKU、G部分是SHIN、H部分是NARUMI。低階的I部分是REO、J部分是KAIJI、K部分是HARU。主題曲C位的A部分由YUJU換成KYOSUKE，YUJU負責E部分，在一次的突擊臨時考核後，負責C部分的SOTA換成GAKU。
EP.4 (2025年3月8日)，拍攝完信號曲MV後，開始評審的評價，評價分為5名上位與6名下位，通過任務的可以獲得藍色接力棒，淘汰候補的會拿到黃色接力棒，上位的5人為KYOSUKE、YUJU、RUKA、GAKU、REO獲得藍色接力棒，下位的2人SOTA與KAIJI獲得藍色力棒，剩下4人NARUMI、SHIN、HARU、HAKU獲得黃色接力棒。評價結束後，公開第2個任務「傳奇J-POP翻唱」，並將分成2隊5人與6人的對決，任務曲為中森明菜的〈DESIRE -情熱-〉與SPEED〈Body & Soul〉。在任務結束舉行了投票第一名ACE為GAKU在11票中獲得7票，第二名ACE為RUKA獲得4票。

### 第五、六集：傳奇J-POP翻唱任務
EP.5 (2025年3月22日)，任務分為2隊，輸的隊伍將有人被淘汰。於第一個任務結束後投票投出ACE的GAKU，與第二ACE的RUKA為中心，ACE有權先選擇任務歌曲或隊員，最終GAKU先選擇歌曲〈DESIRE -情熱-〉，〈Body & Soul〉則由RUKA拿下，接著由RUKA先挑選第一個隊員，交替逐一選擇隊員，然後展開練習，在期中考核後，ACE可以選擇交換隊員，最終GAKU選擇NARUMI與另一團隊員HAKU交換。
- 〈DESIRE -情熱-〉(隊名シッカー)：GAKU、 REO、 YUJU、 SOTA、HAKU
- 〈Body & Soul〉(隊名トライ＆パレット)：RUKA、 SHIN、 KYOSUKE、 KAIJI、HARU、 NARUMI

EP.6 (2025年3月29日)，在2個隊伍表演結束後，進行ACE投票，接著宣布評審的結果，由表演〈DESIRE -情熱-〉的シッカー獲得勝利全員通過任務，另外宣布輸隊〈Body & Soul〉的KYOSUKE獲得這次投票的ACE，所以通過任務不會被淘汰。剩餘的5人展開敗部復活戰，將淘汰2人，要在一小時內學會另一隊〈DESIRE -情熱-〉的副歌部分然後進行表演，最終SHIN與HARU拿到紅色接力棒而被淘汰，其他3人成功通過任務。

### 第七、八集：最終決賽
EP.7 (2025年4月5日)，總決賽的任務分為3個階段，為9人版本的信號曲、決賽曲〈Cough Syrup〉與結尾曲〈君と刻む足跡〉。在表演決賽的第一階段9人版本信號曲〈FINISH LINE ~終わりと始まりの~〉前，公開了團體的名稱「aoen」，並宣布這次任務於9位練習生中，將選出5位出道成員與剩下4位透過投票選出的2位成員，組成7人新男團。
EP.8 (2025年4月12日)，決賽曲〈Cough Syrup〉與結尾曲〈君と刻む足跡〉表演結束後，宣布aoen的5名出道成員為KYOSUKE、YUJU、SOTA、RUKA、HAKU，節目結束開始投票
，4月23日，於節目《DayDay.》上公開最終投票結果GAKU獲得21萬8463票、REO獲得12萬5605票、NARUMI獲得10萬668票、KAIJI獲得6萬262票，GAKU與REO確定為出道成員，團體aoen正式成立。

## 音樂作品
- 信號曲〈FINISH LINE ~終わりと始まりの~〉
- 決賽曲〈Cough Syrup〉
- 結尾曲〈君と刻む足跡〉

## 外部連結
- 日視《應援-HIGH ~夢的起跑線~》的官方網站
- 應援-HIGH ~夢的起跑線~的X（前Twitter）
- 應援-HIGH ~夢的起跑線~的Instagram帳戶
- 應援-HIGH ~夢的起跑線~的TikTok
- YouTube上的應援-HIGH ~夢的起跑線~播放列表（HYBE LABELS +頻道）